# Eltroplectris assumpcaoana
Eltroplectris assumpcaoana är en orkidéart som beskrevs av Marcos Antonio Campacci och Kautsky. Eltroplectris assumpcaoana ingår i släktet Eltroplectris och familjen orkidéer. Inga underarter finns listade i Catalogue of Life.